# Феникс, Ник
Ник Феникс (род. 25 августа 1967, Лондон , Англия) — британский композитор, пианист и сооснователь продюсерской музыкальной компании Two Steps from Hell. Он написал музыку для ряда трейлеров, в общей сложности набрав более 1200 оценок и мест.
Ник Феникс заниматься написанием музыки для трейлеров к фильмам с 1997 года. Также, Ник является певцом и автором песен.
В 2006 году Ник и его деловой партнёр Томас Бергерсен основали проект Two Steps from Hell. В 2010 году они представили публике альбом Invincible. С тех пор было выпущено ещё несколько успешных альбомов, включая Archangel и SkyWorld, которые попали в топ-100 iTunes в категории «Саундтреки». Феникс также выступил на живом концерте в 2013 году в Концертном зале Уолта Диснея вместе с Бергерсеном, подтвердив планы провести ещё один концерт в Европе. В 2013 году музыкант выпустил сольный альбом Speed of Sound, сочетающий электронную и оркестровую музыку. Группа Феникса Crater Mountain представила свой дебютный альбом Hillbilly Starship в жанре классического рока в 2014 году и планирует начать живые выступления осенью того же года. Выход первой книги Колина Фрейка «Colin Frake on Fire Mountain» в 2014 году сопровождался выпуском саундтрека Two Steps From Hell, содержащего композиции, написанные им и Томасом Бергерсеном. Вторая часть, Colin Frake Asclepius, была опубликована в апреле 2017 года.